# Molly (fisk)
Molly (Poecilia sphenops) är en fiskart som 1846 beskrevs av Valenciennes, 1846. Namnet kommer av det tidigare vetenskaliga namnet Mollienesia.
Molly ingår i släktet Poecilia, och familjen Poeciliidae. IUCN kategoriserar arten globalt som otillräckligt studerad. Inga underarter finns listade. Den förekommer vilt i centralamerikanska vattendrag.
Molly och angränsande arter har givit upphov till akvariefisken black molly.

## Naturformer
I naturen finns tre olika arter av Poecilia som utgör naturformerna för molly som akvariefisk:
- P. sphenops
- P. latipinna
- P. velifera (Segelfensmolly)

Skillnaden mellan naturformerna av P. latipinna och P. velifera är att den förstnämnda har mörka rektangulära prickar i ryggfenan medan den sistnämnda har ljusare och runda prickar. En annan skillnad är att P. latipinna har 14 ryggfenstrålar, medan P. velifera har 18-19. Dessa "skillnader" gäller dock enbart för vildformerna, vilka knappast förekommer i handeln.

## Odlingsformer
Alla odlingsvarianter som förekommer i handeln är främst korsningar av naturformerna som i naturen är tre olika arter. Naturformerna säljs nästan aldrig och det är i praktiken omöjligt att avgöra i vilken vildart som odlingsformerna har sitt ursprung i.
Bland odlingsformer kan nämnas:
- Ballongmolly – en ganska vanlig form, finns i olika färger
- Black molly – svart molly, se vidare avsnitt
- Blodröd molly – röd molly som går åt det orange hållet. Är lite mörkare i färgen än en saffransmolly. Har vita ögon.
- Dalmatinermolly – oftast svart-vit-spräcklig, vilket har gett upphov till namnet, men den kan även var guld-vit-svart-spräcklig
- Gul neonmolly – stark brandgul molly
- Guldmolly – gul molly
- Lyrmolly (engelska: lyretail molly) – molly med stjärt som efterliknar instrumentet lyra
- Marmormolly – (engelska: marbled molly) – molly med marmoreringsmönster i olika färg
- Regnbågsmolly – oftast gul framtill och svart baktill
- Saffransmolly – orange molly som inte är alltför olik andra molly-arter och odlingsformer, och särskilt lik segelfensmollyn
- Silvermolly – silverfärgad eller vit molly

## Black molly
Ur molly och angränsande arter har man framodlat Black molly, som är en akvariefisk. Vildformen av Black molly är en liten blekgrön fisk som lever i bräckt vatten. Hanen blir som mest 6 centimeter lång, medan honan kan bli ända upp till 10 centimeter.
Black molly var under 1960-talet och 1970-talet mycket vanlig och såldes i stora mängder i landets zoo-butiker. Idag har den fått en mer undanträngd plats, men den finns fortfarande i de flesta zoo-affärer som säljer akvariefisk, Black mollyn är också mindre och har sämre fenprakt än de exemplar som såldes förr. På akvaristiska diskussionssidor på Internet, liksom hos landets akvarieföreningar, diskuteras det hur man skall kunna återskapa forna tiders Black molly. Detta kan vara kontroversiellt då fundamentalistiska akvarister inte alltid gillar odlingsformer, särskilt inte sådana som inte är naturligt uppkomna.

### Skötsel
Black molly tillhör ordningen tandkarpar, tillsammans med bland andra guppy, svärdbärare och släktet Nothobranchius. Trots sitt rykte som en bra nybörjarfisk är mollyn numera ganska krävande; det är troligt att en alltför hård inavel gjort den känslig. De Black molly man kan köpa ute i affärerna kommer ofta ifrån Singapore och är där odlade i bräckt vatten, så mollyn vill gärna ha salttillskott i vattnet. Om man köper svenskodlade molly ökar chanserna att få härdiga exemplar, då de svenska akvariestammarna oftast inte är lika kraftigt inavlade. De tycker om att det är ljust och varmt i akvariet, temperaturen bör ligga mellan 26 och 30 grader Celsius och akvariet får gärna vara solbelyst. Eftersom Black mollyn i huvudsak är en växtätare ("herbivor") kan man ge den vegetabiliskt flingfoder, men också små foderdjur. Man kan även mata den bladspenat och förvällda salladsblad. De äter också alger som växer på rötter och större stenar, och tycker om då det är mycket växter i akvariet.

### Odling
Black mollyn är en relativt lättodlad fisk som om man lyckas hitta en bra balans i akvariet så den inte får sjukdomar. Ynglar rätt regelbundet. Beroende på fiskens storlek så kan antalet variera men någonstans mellan 7 och 16 yngel är normalt hos en normalstor hona. Black mollyn bär ynglen under drygt fyra veckor, från att den har blivit befruktad tills de är dags att släppa ynglen.

### Sjukdomar
Black mollyn är mottaglig för vita pricksjukan, kanske beroende på inaveln, kanske beroende på att den inte ges bräckt vatten – någon konkret forskning kring orsaken finns inte. Genom sin svarta färg är det ju lätt att upptäcka sjukdomen, vilket innebär att drabbade fiskar snabbt kan behandlas.

### Könskillnad
Honor och hanar har samma svarta färg och ser nästan likadana ut förutom att honan är lite större och rundare än hannen och att hanen brukar ha en större ryggfena. Den tydligaste könsskillnaden är emellertid att fenstrålarna i könsmogna hanars analfena är ombildad till ett spetsigt fortplantningsorgan, ett så kallat gonopodium, medan honorna har en normalt formad analfena. Det bästa är att hålla en hane och en tre, fyra honor. Black mollyn är lätt att föröka i fångenskap om den ges bra levnadsvillkor. Mollyn lägger inte rom utan föder levande ungar. Dräktighetstiden är fem veckor, och varje kull kan innehålla upp till 100 yngel. 

### Vildformen
Vildformen har blivit mycket sällsynt i handeln. I zoobranschen förekommer två huvudtyper vad gäller stjärtfenans utformning. Dels naturformens avrundade stjärtfena, och dels en så kallad lyrstjärt där de övre och undre fenstrålarna är utdragna, vilket ger fenan formen av en lyra.

### Domesticering
Det finns en mängd färger, former och hybrider av Black mollyn. Den helsvarta form man idag oftast ser i akvariehandeln är framtagen med hjälp av avel. Detta är en art som odlats så länge, att den kan sägas vara domesticerad, samt förekommer i odlingsformer som knappast har en chans att överleva i naturen. Man säger att den svarta varianten av denna fisk är en "äkta" akvariefisk då den inte förekommer i naturen.

Bilder på ett urval av odlingsformer
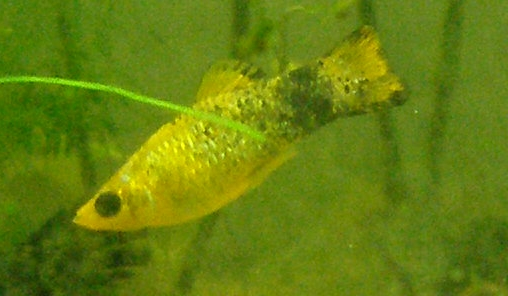
Hane av guldmolly
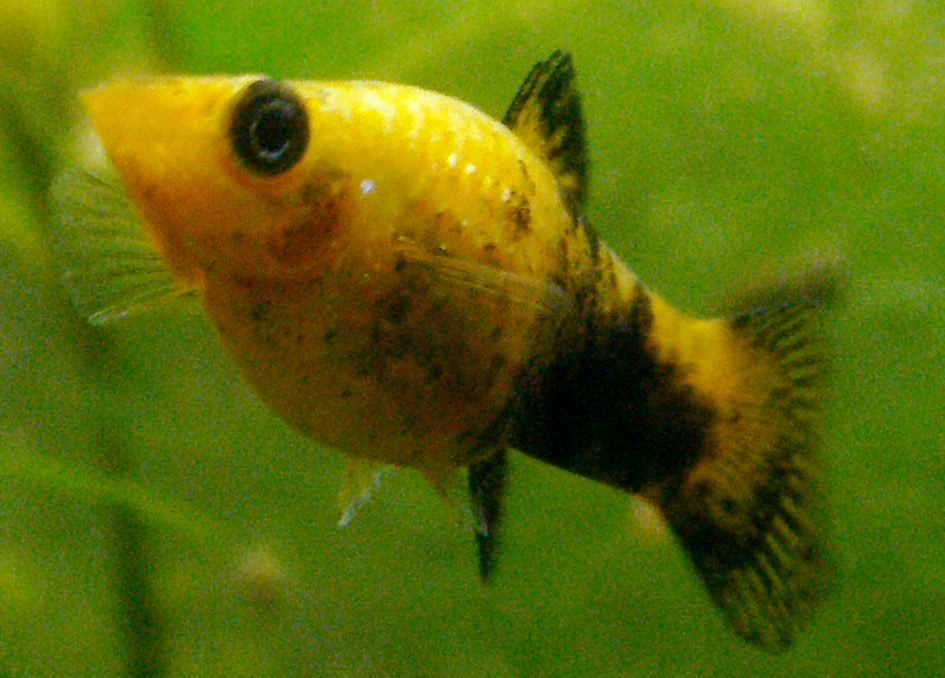
Hona av guldmolly
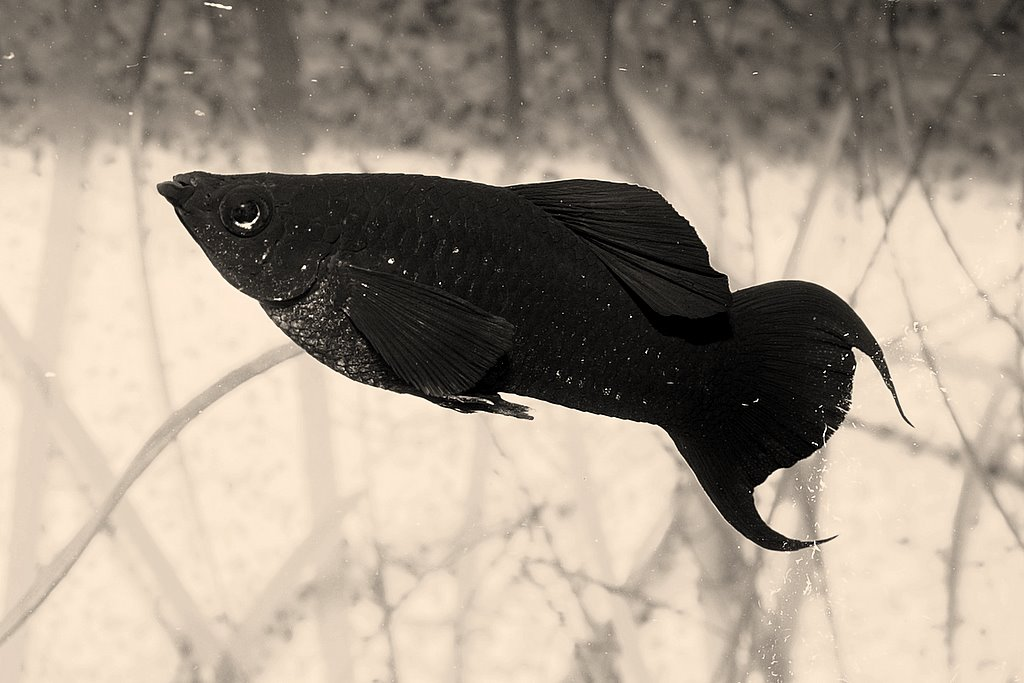
Hane av lyrstjärtsvariant av black molly
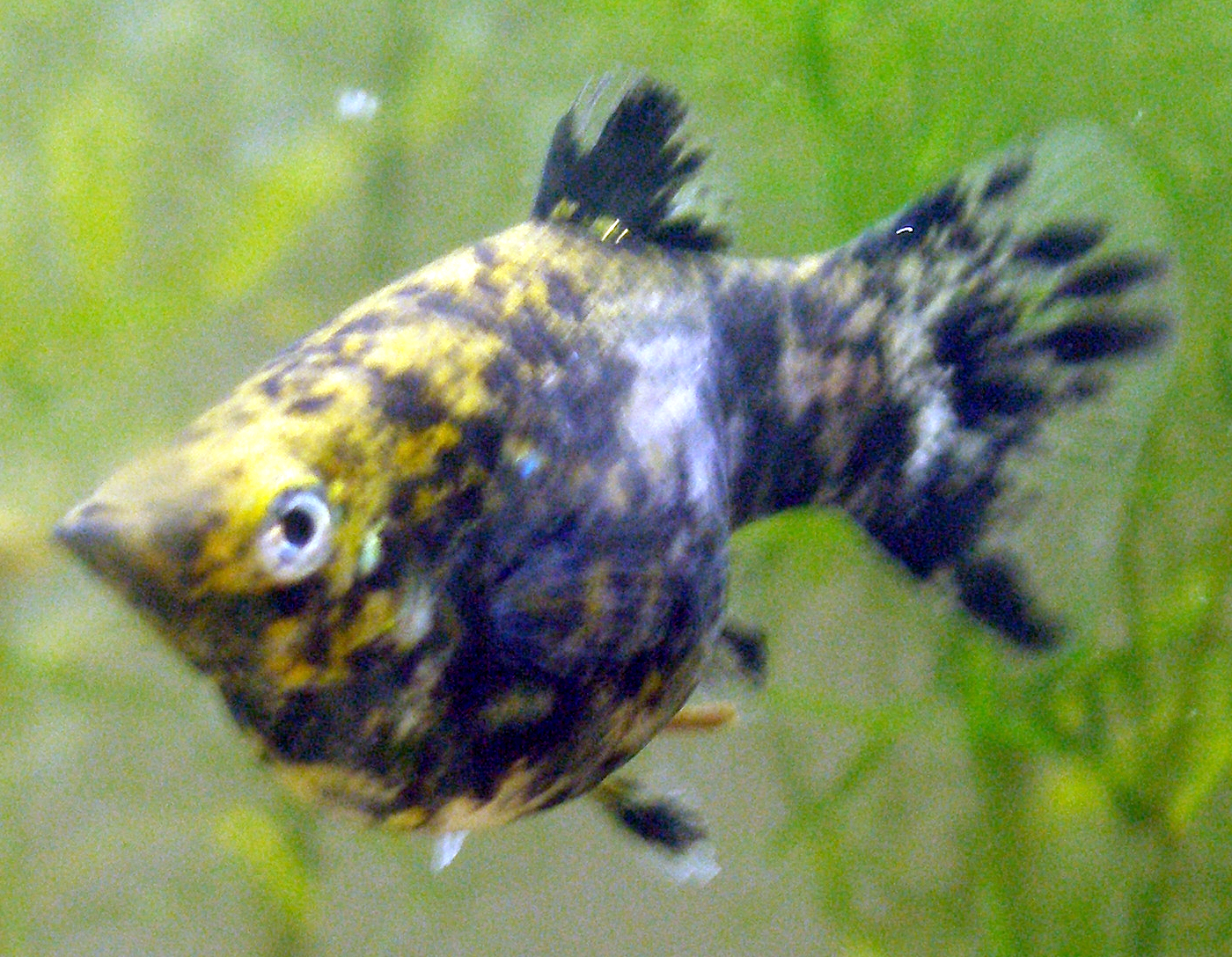
Hona av marmormolly